# 直凉站
直凉站位于马来西亚彭亨州直凉镇，属于东海岸线的其中一站。马来亚铁道公司是该车站的主要经营者。

## 主要路线
- 直凉至金马士
- 直凉至道北